# Kim Kärnfalk
Kim Charlott Kärnfalk, född 1 november 1974 i Bäve församling, Göteborgs och Bohus län, är en svensk sångerska och programledare.

## Biografi
Kim Kärnfalk blev upptäckt av Bert Karlsson och blev medlem i gruppen Friends som slog igenom i dokusåpan Friends på turné 1999. Gruppen vann i Melodifestivalen 2001 med "Lyssna till ditt hjärta" och kom femma i Eurovision Song Contest i Köpenhamn det året. 2001 fick Kim kärnfalk tillsammans med Nina Inhammar utmärkelsen Årets sångerska på Guldklaven-galan i Malung.
Gruppen Friends splittrades och de båda sångerskorna Kim Kärnfalk och Nina Inhammar (Allard) bildade gruppen Nina & Kim och kom ut med albumet En annan tid 2004. Gruppen medverkade i Melodifestivalen 2004 med "En gång för alla" som blev en listframgång. Låten blev viktig inom HBTQ-rörelsen och var före sin tid med ett könsneutralt textinnehåll där kärleken skildrades inte bara mellan en man och en kvinna utan kunde gälla enkönade par. Från samma album släpptes också singeln Bortom tid och rum som översattes till Universe of Love och blev den officiella Pridelåten 2004 för Stockholm Pride med en uppmärksammad musikvideo där en präst välsignade ringarna i en vigsel för ett homosexuellt par i Gustaf Vasa kyrka i Stockholm. Videon väckte stor debatt och var kontroversiell eftersom lagändringen för en könsneutral äktenskapslag stiftades först 2009 och då möjliggjorde att officiellt kunna ingå samkönat äktenskap.
I december 2006 började Kim Kärnfalk som programledare på TV4:s Postkodmiljonären. Hon gjorde också reportageresor till Namibia och Marocko för att dokumentera hur de insamlade pengarna använts i organisationer och projekt.
I mars 2008 utkom Kärnfalks självbiografi Mamma, mormor och jag ut på Normal förlag. Berättelsen kretsade kring uppväxten på Skogslyckan i Uddevalla som kan betraktas som ett utanförskapsområde. Boken fick utmärkelsen Årets bok på QX Gaygalan 2009.
Från februari 2012 var Kärnfalk programledare på den kommersiella pratradiostationen Radio1 i Stockholm. Därefter har hon arbetat på Sveriges Radio P4, först i Karlavagnen och senare i Förmiddag i P4 Stockholm. I januari 2017 började Kärnfalk på Sveriges Radio P4 Väst som journalist och programledare. Hon är även programledare för Karlavagnen.
2019 var Kärnfalk programledare för Guldklaven-galan i Malung som sändes i P4 och framförde en balladversion av "Lyssna till ditt hjärta". 2021 gavs låten ut i balladversionen av Kärnfalk i och med 20-årsfirandet av låtens lansering. Hon ger ut musik som soloartist och driver skivbolaget May Music AB tillsammans med maken Anders Löwstedt.
I augusti 2024 berättade Kärnfalk att hon lider av Alzheimers sjukdom.